# Euchalcia herrichi
Euchalcia herrichi là một loài bướm đêm trong họ Noctuidae.